# Kenyatta Walker
(en) Statistiques sur pro-football-reference
Idrees Kenyatta Walker (né le 1er février 1979) est un joueur professionnel de football américain, occupant le poste de offensive tackle dans la National Football League (NFL) pendant six saisons. Walker joue au football universitaire pour l'université de Floride. Il est sélectionné au premier tour, 14e choix, de la draft 2001 de la NFL par les Buccaneers de Tampa Bay.

## Biographie

### Jeunesse
Walker est né à Meridian, Mississippi, en 1979. Il fréquente la Meridian High School,où il joue pour les Meridian Wildcats. Comme senior en 1996, Walker fait partie de la sélection All-State et reçoit les honneurs du All-American High School de la part de PrepStar et de USA Today.

### Carrière universitaire
Walker accepte une bourse sportive pour fréquenter l'Université de Floride à Gainesville, en Floride, et joue sur la ligne offensive de l'équipe de football des Florida Gators de l'entraîneur Steve Spurrier de 1998 à 2000, après avoir passé l'année 1997 avec le statut de redshirt. Walker fait partie de la deuxième équipe All-Southeastern Conference (SEC) en 1999 et reçoit les honneurs de la première équipe All-SEC et de la deuxième équipe All-American en 2000, gagnant le trophée Jacobs Blocking comme junior en 2000. Après sa saison junior, Walker décide de renoncer à sa dernière année d’admissibilité à la NCAA et de participer à la draft de la NFL.
Après avoir terminé sa carrière en NFL, Walker retourne à Gainesville pour terminer son diplôme. Il obtient un diplôme en sociologie de l’Université de Floride en 2007

#### Récompenses et honneurs
- Knoxville News-Sentinel All-SEC (1998)
- Football News Freshman All-American (1998)
- Co-recipient of Gators' Best Effort Award (1999)
- Second-team All-SEC (1999)
- Gators' Most Outstanding Offensive Lineman (2000)
- Consensus first-team All-SEC (2000)
- Jacobs Blocking Trophy (2000)
- All-American selection by Associated Press, Sporting News, Football News, Sports Xchange and Walter Camp (2000)
- Outland Trophy semifinalist (2000)

### Carrière professionnelle
Les Buccaneers de Tampa Bay choisissent Walker au premier tour (quatorzième choix au total) de la draft 2001, et il joue pour les Buccaneers pendant six saisons, de 2001 à 2006. Il doit à l'origine jouer left tackle et protéger le côté aveugle du quarterback. Cependant, après sa saison rookie, il passe du côté droit, où il trouve le succès et est titulaire lors de la victoire des Buccaneers au Super Bowl XXXVII contre les Raiders d'Oakland. Après avoir débuté soixante-treize des soixante-quinze matchs au cours desquels il joue, les Buccaneers libèrent Walker le 1er mars 2007.
Le 13 août 2007, les Panthers de Caroline signent Walker en tant qu'agent libre. Il a été libéré par l'équipe le 1er septembre lors des dernières coupes. Le 8 septembre 2008, Walker est signé par les Argonauts de Toronto de la Ligue canadienne de football (LCF) et est affecté à leur équipe réserve.